# Comocritis pieria
Comocritis pieria is een vlinder uit de familie stippelmotten (Yponomeutidae). De wetenschappelijke naam van de soort werd in 1906 gepubliceerd door Edward Meyrick.